# Herochroma formosana
Herochroma formosana là một loài bướm đêm trong họ Geometridae.